# Quatuor avec piano no 2 de Mendelssohn

Le Quatuor avec piano no 2 en fa mineur opus 2 (MWV Q 13) pour piano, violon, alto et violoncelle de Felix Mendelssohn fut terminé le 3 décembre 1823 et publié deux années plus tard. L’œuvre est dédiée à Carl Friedrich Zelter, professeur de Mendelssohn. Les trois premiers quatuors avec piano de Mendelssohn furent ses premières œuvres publiées, d′où leurs numéros d′opus.
L’œuvre comporte quatre mouvements :
1. Allegro molto
2. Adagio
3. Intermezzo : Allegro moderato
4. Finale : Allegro molto vivace

Une exécution « habituelle » demande un peu moins d'une demi-heure.